# Lee Chung-Yong
Lee Chung-Yong (hangul: 이청용), född 2 juli 1988 i Seoul, Sydkorea, är en sydkoreansk fotbollsspelare som spelar för Ulsan Hyundai och Sydkoreas landslag.